# Мпадрыпста
Мпадрыпста (абх. Мԥаадрыԥсҭа), до 1992 года, а также до сих пор в Грузии — Вашловани (груз. ვაშლოვანი) — село в Абхазии, в Гагрском районе частично признанной Республики Абхазия, согласно административному делению Грузии — в Гагрском муниципалитете Абхазской Автономной Республики. Высота над уровнем моря составляет 200 метров.

## История
Согласно Постановлению ВС Республики Абхазия от 4 декабря 1992 село Вашловани было переименовано в Мпадрыпста. По законам Грузии продолжает носить название Вашловани.

## Население
По данным 1959 года в селе Вашловани жило 79 жителей, в основном армяне В 1989 году в селе проживало 176 человек, также в основном армяне.